# Manufacturing execution system
Een manufacturing execution system (MES) is een informatiesysteem voor het monitoren en aansturen van productieprocessen met een continu karakter, bijvoorbeeld in olieproductie en -verwerking, metaalindustrie, chemie of voedingsmiddelenindustrie. Een MES kent de volgende kenmerken:
- Het is mogelijk productiewinsten te berekenen op basis van productiegegevens.
- Het wordt voornamelijk gebruikt door managementniveaufuncties, procescontrolerende leidinggevenden, hoofdmedewerkers productie (supervisors) en toegewezen medewerkers.
- Het is zowel een realtimesysteem als een data-archief voor historische gegevens.
- Het biedt een controlefunctie over het hele productieproces, zoals planning en controle van de productieorders, primairekostcalculaties, materiaal- en energiebalansaccounting, monitoring van batchproducties, etc.
- Het systeem geeft het productieproces weer als een gesloten systeem van energie- en materiaalstromen. De informatie over deze materiaalstromen is afkomstig uit PLC's, DCS of SCADA die hun data via busnetwerken ophalen uit de aangesloten I/O op de procesvloer, maar kan ook handmatig worden ingegeven.
- Het systeem maakt het voor elke geassocieerde grondstof in functie van het eindproduct mogelijk de betrokken kosten te berekenen, materiaalstromen in geldstromen om te zetten, via realtimemonitoring van de primairekostformatie de redenen bloot te leggen van groei en actie te ondernemen voor verliesreductie.
- Het systeem biedt MES-statistieken van (niet-)productie, onderhoud en faaltijden.
- Het kan automatisch rapporten opmaken en berekent benodigde indices hiervoor.

## Koppelingen (interfacing)
MES verbindt (is intermediair) tussen de DCS (Distributed control system) of direct naar de remote-I/O-laag (meestal PLC's) met de ERP-laag (Enterprise Resource Planning).  
Om verticale integratie voor productiebedrijven gestructureerd te laten verlopen zijn er een aantal integratiestandaarden, uitgegeven door de ISA, die gebruikt kunnen worden als leidraad voor de verticale integratie van ERP (Enterprise Resource Planning), MES en PCS (Process control system). (Driehoek van Perdue)
De standaard ANSI/ISA-95.00.03-2005 Enterprise-Control System Integration beschrijft hoe processen van Top floor naar Shopfloor gestructureerd kunnen worden.
De standaard ANSI/ISA-88.01-1995 (in de praktijk vaak geïmplementeerd met OPC) beschrijft specifiek de terminologie en het proces zoals dat voor Batch productie herkenbaar is.